# Théâtre Manoel
Pour les articles homonymes, voir Manoel.
Le théâtre Manoel (en maltais Il-Teatru Manoel et Manoel Theatre en anglais) est le théâtre national maltais qui reçoit l'orchestre philharmonique de Malte (en maltais, Orkestra Filarmonika Nazzjonali et Malta Philharmonic Orchestra en anglais).

## Description
Il doit son nom au grand maître de l'ordre de Saint-Jean de Jérusalem António Manoel de Vilhena qui a financé sa construction en 1731. Ce théâtre est réputé pour être le troisième plus ancien théâtre d'Europe encore en activité. Attenant au théâtre se trouve un musée retraçant son histoire, ainsi qu'une cafétéria.
Le théâtre Manoel, situé dans la rue du vieux théâtre (en maltais, Triq it-Teatru l-Antik et Old Theatre Street en anglais) à La Valette. À l'origine il s'appelait le Théâtre public (Teatro Pubblico), en 1812 les Britanniques l’appelle d'abord Teatro Reale avant de le rebaptiser Royal Theatre pour prendre son nom définitif de Manoel Theatre en 1866.
C'est un théâtre de 623 places, à l'italienne, de forme ovale avec trois étages de loges. Il est entièrement construit en bois et décoré à la feuille d'or. Le plafond donne l'impression d'être une coupole ovale avec en son centre un lustre de cristal.

## Sources
- Paul Xuereb, The Manoel Theatre, MidseaBooks, Malte, 2011
- (en) Victor F. Denaro, « The Manoel Theatre », Melita Historica, vol. 3, no 1,‎ 1960, p. 1-4 (lire en ligne)